# Roncus abditus
Roncus abditus är en spindeldjursart som först beskrevs av Chamberlin 1930.  Roncus abditus ingår i släktet Roncus och familjen helplåtklokrypare. Inga underarter finns listade i Catalogue of Life.